# Mary Tarrero-Serrano
María Dolores Tarrero-Serrano de Prio (provincia de Camagüey, 5 de octubre de 1924-Miami, 24 de septiembre de 2010), apodada Mary, fue primera dama de Cuba de 1948 a 1952. Fue la segunda esposa del presidente de Cuba Carlos Prío Socarrás, derrocado por Fulgencio Batista en el golpe de Estado en Cuba de 1952.

## Primeros años de vida
Terrero nació en la central azucarera «Pina» en el oriente de la provincia de Camagüey. Su padre, Gerardo Terrero, era el contador de la central y su madre era Elvira Serrano. Ella y una hermana mayor, Ana, estudiaron taquigrafía.

## Matrimonio y vida como primera dama
Mientras trabajaba como taquígrafa en el Senado cubano, conoció a su esposo, quien era senador. Se casaron el 14 de junio de 1945 y tuvieron dos hijas, María Antonieta y María Elena. A los 24 años se convirtió en la primera dama de cuba. Su hija menor nació en el Palacio Presidencial. Siendo primera dama, Osvaldo Farrés, compositor de la canción «Quizás, quizás, quizás», compuso la canción «Sensación» inspirada en ella.

## Exilio y muerte

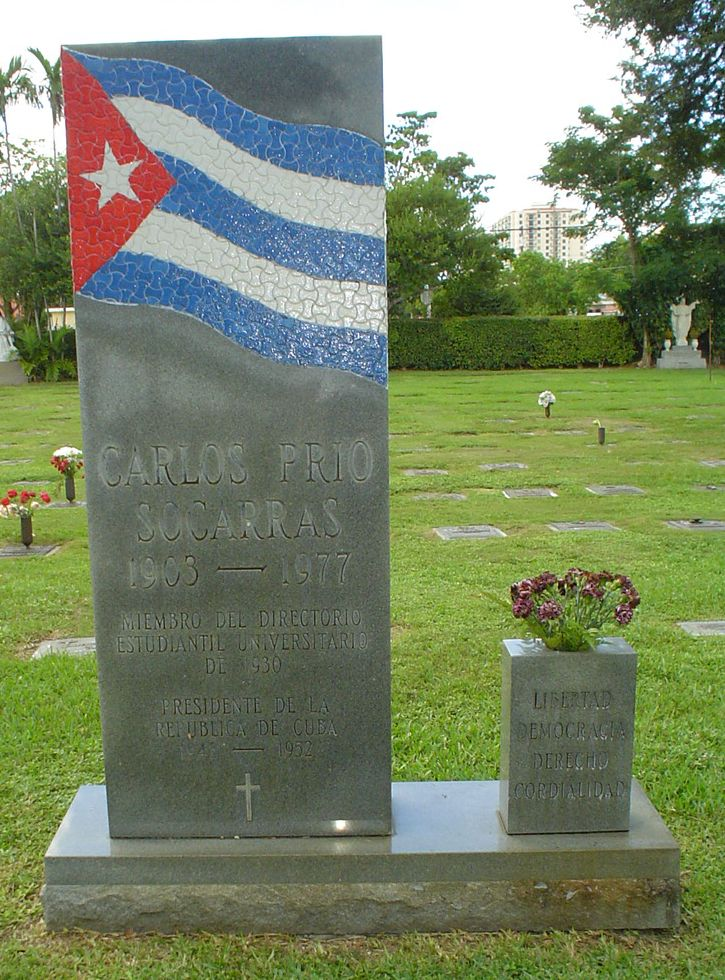
Tumba de Carlos y Mary Prío.

Ella y su familia emprendieron su primer exilio en 1952. En 1956, después de que Batista les concediera una «amnistía», regresaron por un corto tiempo hasta que fueron obligados nuevamente a exiliarse a punta de pistola. Después de que Batista fue derrocado por la Revolución cubana (a la que Prío apoyó financieramente), regresaron a Cuba en enero de 1959. Partieron a su exilio definitivo a principios de 1961, cuando se dieron cuenta de que el gobierno de Fidel Castro se había convertido en un gobierno comunista; después la Finca La Chata en las afueras de La Habana (residencia de la familia Prío) fue registrada y confiscada por el gobierno de Castro. Su marido, último presidente electo constitucionalmente de Cuba, se suicidó en 1977 y ella murió en 2010 de neumonía. Ella y su esposo, Carlos, están enterrados en el cementerio y mausoleo Caballero Rivero Woodlawn North Park en Miami, Florida.

## Lectura adicional
- «Maria Dolores 'Mary' Terrero Prio, 'Beautiful' First Lady of Cuba». Miami Herald. 24 de septiembre de 2010. p. 5B.

- Datos: Q6781960